# Det Danske Sprog- og Litteraturselskab
Det Danske Sprog- og Litteraturselskab (DSL) er et dansk litterært videnskabeligt selskab, der blev stiftet i 1911, og som udgiver og dokumenterer dansk sprog og litteratur fra de ældste tider til nutiden. Udgivelserne kommer såvel i bogform som på internettet. DSL modtager økonomisk støtte fra en række fonde, heriblandt Kulturministeriet og Carlsbergfondet.
Selskabet blev stiftet i 1911 af Lis Jacobsen og Carl S. Petersen; Lis Jacobsen blev valgt som dets første formand. Posten bestred hun til 1931. Chr. Gorm Tortzen blev selskabets formand i 2011.
Selskabets administrative ledelse har været bestyret af Lis Jacobsen 1931-1951, Albert Fabritius 1951-1974, Erik Dal 1974-1991, Iver Kjær 1991-2002, Jørn Lund 2002-2011, Lasse Horne Kjældgaard 2011-2015 og Karen Skovgaard-Petersen (fra 2015).
Det Danske Sprog- og Litteraturselskab har udgivet mere end 250 titler i mere end 800 bind. De udgivne værker strækker sig bredt fra værker som Ordbog over det danske Sprog (28 bind), fortsættelsen Den Danske Ordbog (6 bind) til samlede skrifter af bl.a. Tycho Brahe, Steen Steensen Blicher og Kingo samt serien Danske Klassikere (fra 17.-20. årh.). Selskabet udgiver også historiske kilder til Danmarks historie i Diplomatarium Danicum og de danske middelalderfilosoffer i Corpus Philosophorum Danicorum. Dertil kommer ordbøger, der strækker sig fra Gammeldansk Ordbog til Korpus 2000, der dokumenterer dansk sprog anno 2000.
I 2005 oprettede selskabet internetprojektet ordnet.dk. Dansk Sprognævn og DSL lancerede i samarbejde hjemmesiden sproget.dk i 2007.